# Khindanu

Estats arameus a Mesopotàmia al segle IX aC

Khindanu fou un estat arameu a la vora de l'Eufrates que tenia per capital la ciutat de Khindanu (la Kindani o Khindani esmentada en la inscripció assíria dels annals d'Assurnasirpal II). La seva situació és discutida entre la desembocadura del Balikh al Khabur a uns quants quilòmetres al sud de la desembocadura del Khabur (a la zona de Mari), o prop de d'aquesta mateix desembocadura, però sembla clar que la darrera situació és la més probable.
L'estat s'hauria establert vers l'any 1000 aC i hauria estat independent durant el segle x aC però després del 900 aC, potser vers 895 aC, fou sotmès a tribut per Adadnirari II d'Assíria.
El príncep Khayanu va pagar tribut a Assurnarsipal II (884 i 859 aC). Vers el 879 o 878 aC es va produir la revolta dels arameus de Laqi o Lakhi (els lakheus/laqueus), Khindanu (els khindanites) i Shuhi (els shuhites o suhites). El rei estava preparat pel combat perquè havia fet construir uns bots a Sura i podia seguir als fugitius cap a les illes del riu on fins llavors es refugiaven i no se'ls podia seguir; va sortir de Kalah (Nimrud) el 9 de juny i es va presentar a la zona i va causar una devastació enorme que fou recordada per segles; les ciutats foren cremades i destruïdes fins als fonaments i els habitants que foren capturats foren massacrats i els dipòsits d'aliments foren també eliminats de manera que els que van sobreviure no tenien res a menjar. Els prínceps rebels eren Khinti Ilu i Azi Ilu. A la desembocadura del Khabur va conquerir la ciutat de Sibati al país de Shuhi i va seguir cap a Kharidu on va derrotar a forces dels lakheus, sunheus i khindaneus matant a 3.600 homes i assolant el territori entre Kharidu i Kipina. Un guerrer laqueu, Aziel, va ocupar els passos de l'Eufrates a Kipin, però fou derrotat i va haver de fugir cap a la muntanya Bisuru (després Jebel Bishri) que el van empaitar fins a les ciutats de Dummitu i Azmu al límit del territori de Bit Adini, que foren destruïdes, però Aziel no va poder ser capturat (si que ho fou un príncep laqueu de nom Ilai). Dues ciutats foren fundades: una a la riba sud de l'Eufrates anomenada Kar-Ashur-nazir-pal (Fortalesa d'Ashur), i l'altra a l'altre costat del riu, anomenada Nibarti-Ashur (el Pas d'Ashur) les dues amb proposits militars.
El país ja no torna a ser esmentat i hauria passat a formar part dels dominis assiris directes.
La ciutat de Kindani o Khindanu seria la clàssica Giddan, després Eddana, que correspon a la moderna Anqa a 26 km més avall de Tell Hariri i a 51 km més avall de Dura.